# Atalaia do Norte
Pour les articles homonymes, voir Atalaia.
Atalaia do Norte est une municipalité brésilienne de l'État d'Amazonas.